# София Мекленбург-Гюстровская
София Мекленбург-Гюстровская (нем. Sophie von Mecklenburg-Güstrow; 4 сентября 1557, Висмар, Герцогство Мекленбург-Шверин — 4 октября 1631, Нюкёбинг) — представительница германской знати, супруга короля Дании и Норвегии Фредерика II. Мать короля Кристиана IV. В 1590—1594 годах исполняла обязанности регента герцогства Шлезвиг-Гольштейнского.

## Биография
София была единственным ребёнком в семье Ульриха III, герцога Мекленбург-Гюстровского, от его первого брака с принцессой Елизаветой Датской, дочерью короля Фредерика I и Софии Померанской. От своего отца София унаследовала любовь к знаниям. Впоследствии она проявляла интерес к науке и встречалась с астрономом Тихо Браге, а также увлекалась фольклором. При её поддержке историограф Андерс Сёренсен Ведель издал сборник датских баллад.
В возрасте четырнадцати лет София вышла замуж за своего кузена, короля Дании Фредерика II, ему на тот момент было тридцать семь. Их брак был организован по настоянию государственного совета, после того, как королю запретили жениться на его любовнице Анне Харденберг. Несмотря на разницу в возрасте, супруги жили в согласии. Оба были любящим и заботливыми родителями, а София в дальнейшем показала настойчивость и твёрдость относительно брачных союзов своих детей. Так, она против воли совета устроила помолвку и последующий в 1589 году брак своей второй дочери Анны с шотландским королём Яковом VI Стюартом.
В период правления своего супруга София не имела никакого политического влияния. Когда в 1588 году, после смерти Фредерика, их одиннадцатилетний сын Кристиан был провозглашён королём, она не вошла в число членов регентского совета. Несмотря на это, София перехватила инициативу и, не считаясь с мнением правительства, начала с того, что организовала своему покойному супругу куда более пышные похороны, чем планировалось. С 1590 года она, от имени сына, стала регентом герцогства Шлезвиг-Гольштейнского, намереваясь впоследствии разделить его между своими младшими сыновьями. Кроме того, она самостоятельно решила вопрос о подготовке приданого для дочерей и оформления денежного содержания для себя.
Все эти действия привели к конфликту с правительством и регентским советом, и в конце концов, в 1594 году София сложила с себя все полномочия и отправилась в изгнание в замок Нюкёбинг на острове Фальстер. Там она уделяла повышенное внимание сельскохозяйственным работам и животноводству. Помимо этого, вдовствующая королева занималась крупномасштабной коммерческой деятельностью и кредитованием. Она настолько преуспела в этой области, а также в управлении своими поместьями на Лолланне и Фальстере, что порой её сын-король одалживал у неё деньги, нужные ему для военных кампаний. В 1603 году после смерти её отца София вступила в тяжбу за наследство с младшим братом покойного, Карлом I Мекленбург-Гюстровским, который умер в 1610 году. Судебное разбирательство осталось незавершённым. К моменту своей кончины в 1631 году София была богатейшей женщиной в Северной Европе.

## Дети
София Мекленбург-Гюстровская и Фредерик II Датский поженились 20 июля 1572 года в Копенгагене. У них родилось семь детей:
- Елизавета (25 августа 1573 — 19 июня 1626), была замужем за герцогом Генрихом Юлием Брауншвейгским;
- Анна (14 октября 1574 — 4 марта 1619), была замужем за шотландским королём Яковом VI Стюартом, впоследствии королём Англии под именем Яков I;
- Кристиан (12 апреля 1577 — 28 февраля 1648) — король Дании и Норвегии Кристиан IV, в первом браке был женат на Анне Екатерине Бранденбургской, во втором (морганатическом) — на Кирстен Мунк;
- Ульрих (30 декабря 1578 — 27 марта 1624), был женат на Катарине Ган-Хинрихсхаген;
- Августа (8 апреля 1580 — 5 февраля 1639), была замужем за герцогом Иоганном Адольфом Гольштейн-Готторпским;
- Гедвига (5 августа 1581 — 26 ноября 1641), была замужем за Кристианом II, курфюрстом Саксонии;
- Иоганн (9 июля 1583 — 28 октября 1602) — Иоанн королевич, жених русской царевны Ксении Годуновой.